# Naeem Rahimi
Naeem Rahimi (dari : نعيم رحيمي) est un footballeur international afghan né le 4 avril 1994. Il évolue au poste de milieu de terrain au Richmond SC.

## Biographie

### En club
Il commence le football au Bankstown Berries FC et y commence sa carrière en 2010.
En octobre 2013, il rejoint le Watanga FC en Liberian Premier League.
En mars 2014, il s'engage avec le DRB-Hicom FC en deuxième division malaisienne. 
En janvier 2015, il rejoint le Tampines Rovers FC. Il termine à la seconde place de la Singapore Premier League.
Il retourne dans son club formateur, le Bankstown Berries FC, en janvier 2016 en NPL 2 Nouvelle-Galles du Sud.
Un an plus tard, il rejoint le Sydney Olympic FC qui évolue une division au-dessus, en NPL Nouvelle-Galles du Sud. Il y marque son unique but le 18 juin 2017 lors d'une victoire 2-0 face au Parramatta FC.
En janvier 2018, il s'engage avec le Sydney United 58 FC qui évolue dans la même division.
À l'hiver 2019, il rejoint le Pascoe Vale SC en NPL Victoria. Il marque son premier but le 17 mai 2019 lors d'un victoire 5-2 face à l'Altona Magic SC. Le club termine la saison en dernière position.

### En équipe nationale

#### Afghanistan
Il reçoit sa première sélection en équipe d'Afghanistan le 25 décembre 2018, en amical contre le Turkménistan (défaite 2-0). 
Il participe ensuite aux éliminatoires du Mondial 2022 entrant en jeu face à Oman le 10 octobre 2019 (défaite 3-0).

### Palmarès
- Singapore Premier League
  - Vice-champion : 2015